# Soto (Curazao)
Soto es una pequeña ciudad en el norte de Curazao, en las Antillas Menores, que posee un centro turístico. Se encuentra cerca de la bahía de Santa Marta, una hendidura profunda en la costa noroeste de la isla. La pequeña ciudad de Santa Cruz se encuentra justo al noroeste, y la ciudad de Barber, se encuentra al noreste, al otro lado de la cordillera montañosa que se extiende por gran parte de la longitud de la isla.